# 1924 en combiné nordique
| Années du combiné nordique : 1921 - 1922 - 1923 - 1924 - 1925 - 1926 - 1927    |
| Décennies du combiné nordique : 1890 - 1900 - 1910 - 1920 - 1930 - 1940 - 1950 |

Cette page reprend les résultats de combiné nordique de l'année 1924. Ce fut l'année des premiers Jeux olympiques d'hiver, au programme desquels figurait le combiné nordique.

## Festival de ski d'Holmenkollen
L'édition 1924 du festival de ski d'Holmenkollen fut remportée par le norvégien Harald Økern, déjà vainqueur de l'épreuve deux ans plus tôt.
Il devance ses compatriotes Johan Grøttumsbråten et Thorleif Haug.

## Jeux du ski de Lahti
L'épreuve de combiné des Jeux du ski de Lahti 1924 fut remportée par un coureur finlandais, Sulo Jääskeläinen,
devant ses compatriotes Toivo Nykänen et Toivo Tukia.

## Jeux olympiques

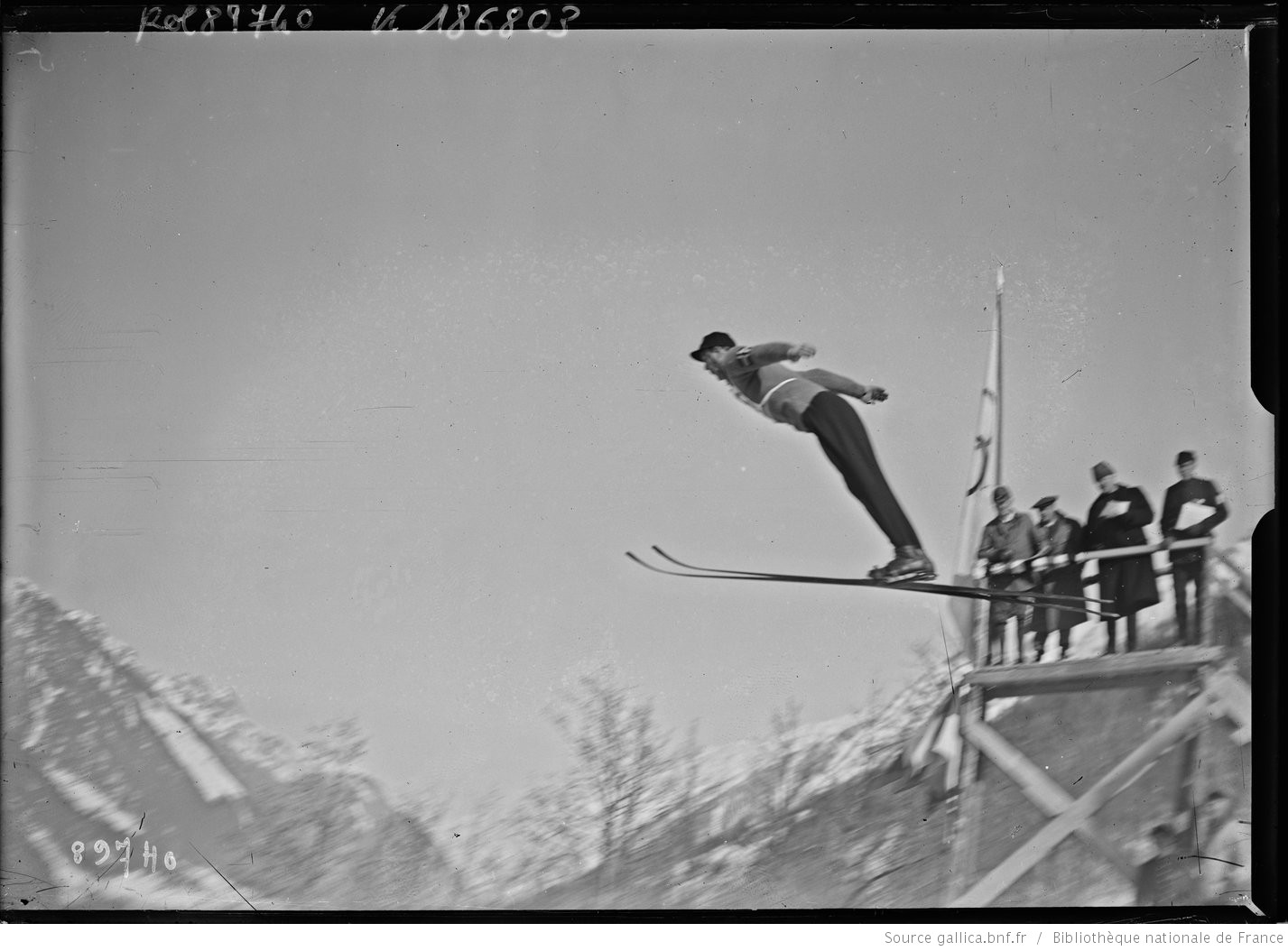
Thorleif Haug lors des Jeux.

Les premiers Jeux olympiques d'hiver eurent lieu à Chamonix-Mont-Blanc, en France, du 24 janvier au 5 février 1924.
L'épreuve de combiné, organisée sur une piste de 18 kilomètres autour de la ville puis au tremplin olympique du Mont, fut remportée par le norvégien Thorleif Haug devant ses trois compatriotes Thoralf Strømstad, Johan Grøttumsbråten et Harald Økern.

## Championnats nationaux

### Championnat d'Allemagne
Le championnat d'Allemagne de combiné nordique 1924 se déroula à Isny im Allgäu et fut remporté par Karl Neuner

### Championnat de Finlande
Le championnat de Finlande 1924 fut remporté, comme l'année précédente, par Verner Eklöf.

### Championnat de France
Les résultats
du championnat de France 1924,
organisé à Briançon-Montgenèvre,
manquent.

### Championnat d'Italie
Le championnat d'Italie 1924 fut remporté par Luigi Faure.

### Championnat de Norvège
Le championnat de Norvège 1924 se déroula à Voss, sur le Songvebakken.
Le vainqueur fut Harald Økern, suivi par deux précédents champions, Georg Østerholt et Otto Aasen.

### Championnat de Pologne
Le championnat de Pologne 1924 fut remporté par Henryk Mückenbrunn, du club SNPTT Zakopane.

### Championnat de Suède
Le championnat de Suède 1924 a distingué John Jonsson
, du club Djurgårdens IF.

### Championnat de Suisse
Le championnat de Suisse de ski 1924 a eu lieu à Saint-Moritz.
L'épreuve fut remportée par le coureur tchèque Josef Adolf.